# رون سوبيشيك
رون سوبيشيك (بالإنجليزية: Ron Sobieszczyk)‏ مواليد 21 أغسطس 1934 في شيكاغو - الوفاة 24 أكتوبر 2009، كان لاعب كرة سلة أمريكي. بدأ مسيرته الاحترافية في سنة 1956. تم اختياره من قبل فريق ديترويت بيستونز خلال الدرافت. حمل الرقم 17. بلغ طوله 6 قدم 3 بوصة (1.9 م). اعتزل اللعب في 1963. لعب مع نيويورك نيكس ولوس أنجلوس ليكرز.

## روابط خارجية
- رون سوبيشيك على موقع إن بي أي (الإنجليزية)
- رون سوبيشيك على موقع سبورتس رفرنس (الإنجليزية)
- رون سوبيشيك على موقع كلية كرة السلة في سبورتس رفرنس.كوم (الإنجليزية)
- رون سوبيشيك على موقع ريلجم (الإنجليزية)
- رون سوبيشيك على موقع بروبوليرز (الإنجليزية)